# Trémont (Orne)
Trémont és un municipi francès situat al departament de l'Orne i a la regió de Normandia. L'any 2007 tenia 101 habitants.

## Demografia

### Població
El 2007 la població de fet de Trémont era de 101 persones. Hi havia 40 famílies de les quals 12 eren unipersonals (4 homes vivint sols i 8 dones vivint soles), 16 parelles sense fills i 12 parelles amb fills.
La població ha evolucionat segons el següent gràfic:
Habitants censats

### Habitatges
El 2007 hi havia 52 habitatges, 40 eren l'habitatge principal de la família, 10 eren segones residències i 2 estaven desocupats. Tots els 48 habitatges eren cases. Dels 40 habitatges principals, 27 estaven ocupats pels seus propietaris, 11 estaven llogats i ocupats pels llogaters i 2 estaven cedits a títol gratuït; 4 tenien dues cambres, 4 en tenien tres, 13 en tenien quatre i 19 en tenien cinc o més. 35 habitatges disposaven pel capbaix d'una plaça de pàrquing. A 23 habitatges hi havia un automòbil i a 16 n'hi havia dos o més.

### Piràmide de població
La piràmide de població per edats i sexe el 2009 era:
| Homes | Edats   | Dones |
| ----- | ------- | ----- |
| 0     | 95 o +  | 0     |
| 0     | 90 a 94 | 0     |
| 0     | 85 a 89 | 0     |
| 0     | 80 a 84 | 0     |
| 0     | 75 a 79 | 0     |
| 0     | 70 a 74 | 0     |
| 4     | 65 a 69 | 0     |
| 4     | 60 a 64 | 8     |
| 0     | 55 a 59 | 4     |
| 4     | 50 a 54 | 0     |
| 8     | 45 a 49 | 4     |
| 0     | 40 a 44 | 8     |
| 4     | 35 a 39 | 4     |
| 0     | 30 a 34 | 4     |
| 12    | 25 a 29 | 4     |
| 0     | 20 a 24 | 4     |
| 8     | 15 a 19 | 4     |
| 4     | 10 a 14 | 4     |
| 4     | 5 a 9   | 4     |
| 8     | 0 a 4   | 8     |

## Economia
El 2007 la població en edat de treballar era de 59 persones, 42 eren actives i 17 eren inactives. De les 42 persones actives 39 estaven ocupades (22 homes i 17 dones) i 3 estaven aturades (1 home i 2 dones). De les 17 persones inactives 12 estaven jubilades, 3 estaven estudiant i 2 estaven classificades com a «altres inactius».
Activitats econòmiques
Dels 4 establiments que hi havia el 2007, 1 era d'una empresa extractiva, 2 d'empreses d'hostatgeria i restauració i 1 d'una empresa de serveis.
L'any 2000 a Trémont hi havia 13 explotacions agrícoles que ocupaven un total de 776 hectàrees.

## Poblacions més properes
El següent diagrama mostra les poblacions més properes.